# Solenopsis bivonae
Solenopsis bivonae é uma espécie de formiga do gênero Solenopsis, pertencente à subfamília Myrmicinae.